# Copa Catalunya de futbol sala masculina
|  | Aquest article és sobre la competició masculina. Per a la competició femenina, vegeu Copa Catalunya de futbol sala femenina |

La Copa Catalunya de futbol sala masculina és una competició catalana de futbol sala, organitzada per la Federació Catalana de Futbol. De caràcter anual, hi competeixen els clubs catalans de futbol sala. La fase final es disputa en format final four que sol celebrar-se al mes de setembre.
El dominador de la competició és el Futbol Club Barcelona amb onze títols, sis de forma consecutiva entre 2013 i 2018. seguit de Futbol Sala Martorell amb sis (2000, 2001, 2003, 2004, 2005, 2006), i l'Industrias Santa Coloma amb quatre (2012, 2019, 2023, 2024).

## Historial
| En negreta = Equip guanyador (1) = Nombre de títols Nota: Noms dels equips segons l'època |

| Edició                             | Temporada | Data       | Campió                      | Resultat | Subcampió                      | Seu                                      | refs   |
| ---------------------------------- | --------- | ---------- | --------------------------- | -------- | ------------------------------ | ---------------------------------------- | ------ |
| I                                  | 1990-91   |            | CFS la Garriga              |          |                                |                                          | [ 2 ]  |
|                                    |           |            |                             |          |                                |                                          |        |
|                                    | 1999-00   |            | FC Barcelona (1)            | 4-1      | CFS Olesa                      |                                          | [ 3 ]  |
|                                    | 2000-01   |            | Miró Martorell (1)          | 4-3      | Indústries Garcia Santa Coloma |                                          | [ 3 ]  |
|                                    | 2001-02   | 02-09-2001 | Miró Martorell (2)          | 7-3      | FC Andorra                     |                                          | [ 4 ]  |
|                                    |           |            |                             |          |                                |                                          |        |
|                                    | 2003-04   | 07-09-2003 | Miró Martorell (3)          | 4-2      | Marfil Santa Coloma            | Pavelló Miquel Poblet, Montcada i Reixac | [ 5 ]  |
|                                    | 2004-05   | 20-02-2005 | Miró Martorell (4)          | 15-6     | Arque Manresa                  | Pavelló Esportiu Municipal, Martorell    | [ 6 ]  |
|                                    | 2005-06   | 04-09-2005 | Miró Martorell (5)          | 4-1      | Grundig Mobile Montcada        | Pavelló Esportiu Municipal, Martorell    | [ 7 ]  |
|                                    | 2006-07   | 16-06-2007 | Miró Martorell (6)          | 3-2      | FC Barcelona Senseit           | Pavelló Jacint Verdaguer, Santa Coloma   | [ 8 ]  |
|                                    |           |            |                             |          |                                |                                          |        |
|                                    | 2008-09   |            | FC Barcelona Alusport (2)   | 4-0      | Marfil Santa Coloma            |                                          |        |
|                                    | 2009-10   | 10-09-2009 | FC Barcelona Alusport (3)   | 1-0      | Marfil Santa Coloma            | Sant Cugat del Vallès                    | [ 9 ]  |
|                                    | 2010-11   | 11-09-2010 | FC Barcelona Alusport (4)   | 2-1      | Marfil Santa Coloma            | Pavelló Poliesportiu Municipal, Balaguer |        |
| no es disputà la temporada 2011-12 |           |            |                             |          |                                |                                          |        |
|                                    | 2012-13   | 02-09-2012 | Marfil Santa Coloma (1)     | 3-2      | FC Barcelona Alusport          | Pavelló Nou, Santa Coloma de Gramenet    | [ 10 ] |
|                                    | 2013-14   | 29-08-2013 | FC Barcelona Alusport (5)   | 4-3      | Marfil Santa Coloma            | Pavelló Nou, Santa Coloma de Gramenet    | [ 11 ] |
|                                    | 2014-15   | 05-09-2014 | FC Barcelona Lassa (6)      | 6-4      | Marfil Santa Coloma            | Pavelló Nou, Santa Coloma de Gramenet    | [ 12 ] |
|                                    | 2015-16   | 04-09-2015 | FC Barcelona Lassa (7)      | 4-2      | Catgas Energía Santa Coloma    | Pavelló Nou, Santa Coloma de Gramenet    | [ 13 ] |
|                                    | 2016-17   | 07-10-2016 | FC Barcelona Lassa (8)      | 6-4      | Catgas Energía Santa Coloma    | Pavelló Nou Congost, Manresa             | [ 14 ] |
|                                    | 2017-18   | 09-09-2017 | FC Barcelona Lassa (9)      | 3-1      | Catgas Energía Santa Coloma    | Pavelló Nou Congost, Manresa             | [ 15 ] |
|                                    | 2018-19   | 10-09-2018 | FC Barcelona Lassa (10)     | 4-1      | Industrias Santa Coloma        | Palau Blaugrana, Barcelona               | [ 16 ] |
|                                    | 2019-20   | 11-09-2019 | Industrias Santa Coloma (2) | 4-3      | FC Barcelona                   | Pavelló Sabadell Nord, Sabadell          | [ 17 ] |
| no es disputà entre 2020 i 2021    |           |            |                             |          |                                |                                          |        |
|                                    | 2022-23   | 04-09-2022 | FC Barcelona (11)           | 5-4      | Industrias Santa Coloma        | Pavelló Esportiu Municipal, Martorell    | [ 18 ] |
|                                    | 2023-24   | 27-08-2023 | Industrias Santa Coloma (3) | 3-2      | FC Barcelona                   | Pavelló Esportiu Municipal, Martorell    | [ 19 ] |
|                                    | 2024-25   | 30-12-2024 | Industrias Santa Coloma (4) | 5-2      | FC Barcelona                   | Pavelló Nou, Santa Coloma de Gramenet    |        |

## Palmarès
| Equip                    | Campió | Subcampió | Finals | Anys campió                                                                                       | Anys subcampió                                                                                             |
| ------------------------ | ------ | --------- | ------ | ------------------------------------------------------------------------------------------------- | --- |
| FC Barcelona Lassa       | 11     | 5         | 16     | 1999-00, 2008-09, 2009-10, 2010-11, 2013-14, 2014-15, 2015-16, 2016-17, 2017-18, 2018-19, 2022-23 | 2006-07, 2012-13, 2019-20, 2023-24                                                                         |
| Futbol Sala Martorell    | 6      | 0         | 6      | 2000-01, 2001-02, 2003-04, 2004-05, 2005-06, 2006-07                                              | — |
| Futbol Sala Garcia       | 4      | 12        | 16     | 2012-13, 2019-20, 2023-24, 2024-25                                                                | 2000-01, 2003-04, 2008-09, 2009-10, 2010-11, 2013-14, 2014-15, 2015-16, 2016-17, 2017-18, 2018-19, 2022-23 |
| Olesa Futbol Sala        | 0      | 1         | 1      | —                                                                                                 | 1999-00 |
| FS Andorra               | 0      | 1         | 1      | —                                                                                                 | 2001-02 |
| Club Futbol Sala Manresa | 0      | 1         | 1      | —                                                                                                 | 2004-05 |
| Futbol Sala Montcada     | 0      | 1         | 1      | —                                                                                                 | 2005-06 |